# 封神領域エルツヴァーユ
『封神領域エルツヴァーユ』 （ふうじんりょういきエルツヴァーユ）は、ユークスから1999年1月14日にPlayStation用に発売された3Dアクションゲーム（対戦型格闘ゲーム）である。海外版のタイトルは『Evil Zone』。
それまで他社の開発を担当してきたユークスにとって、初の自社制作にしてポリゴン処理作品である。オープニングムービーはAIC、主題歌は奥井雅美がそれぞれ担当している。

## あらすじ
異世界イ・プラセェルは、多次元に同時に存在する絶対存在イハドゥルカの脅威にさらされていたが、多大な犠牲と引き換えにイハドゥルカを封神領域エルツヴァーユへ一時封印することに成功した。だが、根本的な解決を望むイ・プラセェル各国は異世界よりイハドゥルカに対抗できるだけの力を持った者を呼び寄せるべく、大規模な召喚計画を遂行する。そして、召喚された者たちは各自の想いを胸に、イハドゥルカのもとへ向かう。
完全懲悪ダンザイバー編「完全懲悪ダンザイバー（かんぜんちょうあくダンザイバー）」
文明のレベルが低い惑星の環境を保護する「汎銀河辺境文明保護機構」の特異監査官・ダンバイザーはイハドゥルカ討伐のために召喚される。ところが、仲間のユリィが心無い宮廷魔導師によって「封神領域エルツヴァーユ」封印強化のための媒体にされてしまい、苦しむ市井とユリィの双方を救うべく戦いに向かう。エンディングでは無事にユリィを救い出して帰還するが、ちょっとしたトラブルでユリィと双子の姉妹であるルリィによって酷い目に遭わされてしまう。しかし元気な彼女達を見て「一応ハッピーエンドかな」と納得した。
アルティ・アル・ラーゼル編「ロスト・レガシィ」
フィニステール王国の宮廷魔導師アルティ・アル・ラーゼルは、異世界の人間を巻き込む「召喚計画」に異を唱えつつも、やむを得ず召喚した「神戮のエリル」が自分と同世代の少女だったことに衝撃を受け、また他世界の人間を封印強化の媒体に利用する召還計画に反発、ついに自らイハドゥルカ討伐に赴く。
斎月 セツナ編「守護天使セツナ（ガーディーエンジェル・セツナ）」
名門私立中学校に通う斎月 セツナは、怪物「邪陰」（やかぎ）に襲われていたところを華麟という少女に助けられたことがきっかけで、「守護天使」（ガーディー・エンジェル）としてとの戦いに身を投じていた。
ある日セツナはイハドゥルカの手によってイ・プラセェルへと召喚され、なぜ自分が此処に呼ばれたのかを知るためにイハドゥルカの元へ向かう。
やがて、華麟の正体がイハドゥルカの分身ともいえる存在だったことが判明する。華麟がイハドゥルカを道連れに消滅したため彼女を失うが、中学の卒業式の帰りに振り返ったセツナが「待ってたよ」と呟く場面でセツナ編は終わる。
姫野 翠編「絶対熱血 みどりがイチバンっ！（ぜったいねっけつ みどりがイチバン）」
セツナの幼馴染・姫野 翠は、古式格闘術宗家の後継者として強者を求める中でイハドゥルカを追う。
エリル・プローズ編「MoeMoeエリル（もえもえエリル）」
傭兵エリル・プローズは、同郷のアルへの好意からイハドゥルカ打倒に向かう。
ガリィ・‘バニッシュ’グレッグマン編「Kltzy Rogue（クラッツィ・ローグ）」
バウンティハンターのガリィ・‘バニッシュ’グレッグマンは、仕事としてイハドゥルカ討伐を請け負うも、義理堅さからさまざまな騒動に巻き込まれる。
天法院 慧矢編「天法院掃魔奇譚 外伝（てんぽういんそうまきたん がいでん）」
天法院家の跡取り天法院 慧矢は、元々イハドゥルカ討伐には乗り気ではなかった。ところが、慧矢の同胞の嬬石 緋水佳が、魔刃シャハルを封印するためにライと戦う中で、シャハルに魂を奪われ、昏睡状態に陥る。召喚者の中に以前から行方を追っていたライがいたことを知った慧矢は、彼女を助ける力を得るために旅に出る。慧矢はイハドゥルカを倒したものの、力尽きて倒れてしまうが、目覚めた緋水佳の元へ送還された。
ラインドウェル・レインリクス編「Day Breaker（デイ・ブレーカー）」
ライことラインドウェル・レインリクスは薬物で身を持ち崩した末、骨董屋の店主を殺し、そこにあった魔刃シャハルを強奪する。イ・プラセェルに召喚された際も、その場に居合わせた召喚師たちを殺害して逃亡した。戦いの末、ライの自我はシャハルに身体を乗っ取られて消失し、ついには用済みとして消滅させられてしまう。
幽祢編「夢幻歳華（むげんさいか）」
人間とは別の存在である幽祢は、同一の存在であるリアと助け合って長い時を生きていたが、二人は離別する。
イハドゥルカ編「封神領域エルツヴァーユ（ふうじんりょういきエルツヴァーユ）」
イハドゥルカの正体は、宮廷魔導士のイハドゥルカ・イル・イメラの身体を乗っ取ったリアの写し身だった。戦いの末、彼女は幽祢と対峙する。

## 内容

### ストーリーモード
キャラクター選択後に各キャラクターごとのタイトル名で「新番組」としての宣伝が流れ、戦闘前に「サブタイトル」が表示され、戦闘後には次回予告やアイキャッチが挿入されるなど、（特撮ないしアニメの）テレビ番組のような体裁を取っている。また、各キャラクターの次回予告は途中で一度、出演声優のサイン色紙が貰えた当時のプレゼントキャンペーンへの応募要項が表示される。

## 操作
本作では操作に「方向キー（↑↓←→）」「攻撃用ボタン（以下、Aと示す）」「防御用ボタン（以下、Gと示す）」の計3種類しか使用せず、かなり簡易化された操作となっている。
移動
キャラクターは前後左右の4方向に動くことができ、左右移動（↑もしくは↓）は相手を中心に円を描くように手前か奥方向へ移動する。↑を2回押してGボタンでジャンプが可能。近距離戦においては相手の後ろに素早く回り込むこともできる。
攻撃
通常攻撃は3連続攻撃まで可能で、近距離では格闘攻撃、遠距離ではエネルギー弾の攻撃に切り替わる。移動しながらでも攻撃できるが、その際は連続攻撃はできない。↑を2回押してAでジャンプ攻撃、↓を2回押してAで相手を空中へ打ち上げる攻撃ができる。その他の攻撃に関しては以下を参照すること。
溜め（チャージ）
チャージをすることで、超必殺技もしくは強化必殺技に用いる「パワークリスタル」が1つ手に入る。このクリスタルは最大3個まで所持が可能である。また、ライフが残り少なければ少ないほどチャージに必要な時間は短くなる。
必殺技
←・↑・→いずれかの方向に押してAボタンで必殺技が出る。また、Aボタンを押す回数によって技の性能が変動する。必殺技の中には相手を吹っ飛ばしたり一時的に行動不能にするなど、特殊効果を持つものも含まれている。
パワークリスタルを所持している場合はAボタン長押しで一部の必殺技を強化必殺技へ変化させることができる。強化必殺技は発動までに若干の時間がかかるが、その間は無敵状態となり、緊急回避にも使える。
超必殺技
超必殺技はワークリスタルを射出して発動する。このクリスタルは通常攻撃やガードで打ち消されてしまうが、ヒットさせると強力な超必殺技を決めることができる。また、この超必殺技は、通常時と止めをさすときでは演出に若干の変化が出る。
捕縛攻撃
捕縛攻撃はガード無視の攻撃であり、近距離（前方・後方）・中距離・遠距離と相手との距離によって変化し、近距離では投げ技となる。中・遠距離では相手の足元に赤いサークルを発生させ、相手をこのサークルの中に捕らえると捕縛攻撃が成立する。このサークルは移動によって抜け出されてしまうが、↓を押してAを2回押すとサークルがドーナツ状に変化し、抜け出ようとする相手を捕らえることができる。
吹き飛ばし
相手を攻撃等で吹き飛ばすと、仕切り直し状態に近い状況になるが、与えた方は捕縛攻撃で繋げられるために追加ダメージを与えられる。
滑空攻撃
滑空攻撃は相手に向かって飛び込む攻撃であり、相手を空中に打ち上げたところに滑空攻撃を仕掛けると、連続攻撃をする3連滑空攻撃になる。また、相手が必殺技などによって一時的にグロッキーになっている状態に滑空攻撃を仕掛けると、相手が反撃してきたのを避けながら飛び込んで攻撃するという、特別な演出を挿入しての攻撃になる。
ちなみに、お互いのキャラが同時に滑空攻撃を仕掛けた場合は、お互いのキャラが平行に走りながら牽制しあう「プレッシャーダッシュ」状態になる。この時にボタンを多く連打したほうが相手に一撃を加えることができ、そこから次の攻撃へと繋げていくことができる。
防御
ガード状態は通常攻撃を完全に防御する状態であり、必殺技によるダメージも抑えられる。捕縛攻撃に対しては、ボタンを押しっぱなしの状態ではガードは不可能だが、中・遠距離捕縛は足元にサークルが発生した瞬間にGボタンを押すとサークルを解除できる。近距離捕縛に対しても、相手がつかみかかってきた瞬間にこちらも捕縛攻撃（↓+A）を仕掛けると相手の手を振り払うことができる。

## キャラクター紹介
この項目では、ゲームで使用できるメイン・キャラクターとその脇を固めるサブ・キャラクターの解説をする。
完全懲悪ダンザイバー（かんぜんちょうあく ダンザイバー）
声：関智一
文明のレベルが低い惑星の環境を保護する「汎銀河辺境文明保護機構」の特異監査官として、地球宙域を担当している正義のヒーロー。ダンザイバーというのはコードネームであり、本当の名は神鏡 衝（みかがみ しょう）。21歳。もともと広報課に勤務していたが、ヒーローとなる願望から特異捜査官となった経緯を持つ。「零着」（ぜろちゃく）という掛け声と共にゆるやかにスーツを身にまとい、現在は地球を狙う「惑星狩猟旅団クライオス」と激戦を繰り広げている。
ダメージを受けてHPが少なくなるとスーツの顔の部分が破損し、わずかに素顔が見えるようになる。また、ストーリーモード以外にてパーフェクトで勝利すると、変身を解除して元の姿でポーズを決める。
ストーリーモードのタイトルはその名の通り『完全懲悪ダンザイバー』。次回予告は典型的な熱血ヒーローもの特撮ドラマのようなナレーションが入り、フィナーレには「○○に、ダンザイバースト！」という独特の炎のような決め台詞で締める。
上記一部引用。詳細は下記。
ルリィ・アスドライブ
声：桑島法子
ダンザイバーのパートナー。支援母艦に乗り込んでダンザイバーをサポートしている。活発な性格で、ユリィとは双子の姉妹でありながらも性格も趣味もまるで正反対。料理が不得意で、特にコーヒーを淹れるのが苦手。ダンザイバー編終盤ではダンザイバーを心配するあまり、彼の戦いを止める為にダンザイバーのコピーを作り出しけしかけてくる。
ユリィ・アスドライブ
ダンザイバーのパートナー。ルリィとは双子の姉妹で、おとなしく引っ込み思案な性格。「封神領域エルツヴァーユ」の封印強化のための媒体として利用され、エルツヴァーユに閉じ込められる。最終的に彼女を助け出すことがダンザイバーの目的である。ダンザイバー編のエンディングでは無事救出され、ルリィと共に顔出しで登場する。
アルティ・アル・ラーゼル
声：矢島晶子
フィニステール王国の宮廷魔導師で、イ・プラセェルの人間。15歳炎の精霊魔法を得意とし、多数の炎系統の魔法と宮廷仕込みの体術を使いこなす。ミドルネームの「アル」は男性の宮廷魔導師に付けられるものだが、自身の名前と被っていることがコンプレックスになっている。
次回予告はアルの師匠であるブライン・ザァル・デラインがナレーターを務めている体で展開される。
ブライン・ザァル・デライン
声：若本規夫
アルの師匠で、両親を失って身寄りの無かった彼を宮廷に迎え入れた人物。38歳。イハドゥルカ討伐に向かったアルを見守り、アルのストーリーではナレーターも務める。また、イハドゥルカ・イル・イメラとは旧知の仲だった。
斎月 セツナ（さいづき セツナ）
声：氷上恭子
本名は斎月 雪那。漢字表記から翠には「ユキ」と呼ばれている。14歳。普段は名門私立中学校に通う女子中学生だが、「邪陰」（やかぎ）という怪物に襲われた所を華麟に助けられて以来「守護天使」（ガーディー・エンジェル）として華麟と共に邪陰と戦っている。年齢の割には凛としており真面目故に冗談の通じない性格だが、チョコレートパフェが好物だったり、昔飼っていた犬の名前を意識体に付けるなど、年相応の一面も持つ。他の召喚者とは違い、翠とは昔からの知り合いで姉妹同然の仲だが、邪陰の事などは話していない。彼女の戦闘能力は華麟の力によるものだが、近距離の投げ技だけは翠に無理矢理教えられた不韻流護身術で、セツナ自身が元々身に付けていたものである。他のキャラクターと違ってスタッフロール中のショートアニメが最初と最後の2回しか流れない。
ストーリーモードの次回予告は、最初に「斎月セツナです」と名乗り、次の回の内容を華麟との対話を交えながらシリアスに語るバトルヒロインもの風。しかし、エリル編の次回予告ではお腹を空かせた貧乏少女と言う設定にされ、エリルから期限切れのカンパンを食べさせられ、挙句天然でそれに気付かないと言う散々な役割にされている（因みにカンパンは嫌い）。
華麟（かりん）
声：井上喜久子
少女の姿をした意識体で、ある出来事をきっかけにセツナと融合して共通の敵である邪陰と戦う。セツナとは深い信頼関係で繋がっており、彼女に危害を加えるものに対しては容赦なく力を発揮する。特にダンザイバー編ではダンザイバーを敵と認識した事で、セツナ自身の意思すら無視して彼女の身体を乗っ取っていた。一方、ストーリーモード外でパーフェクト勝利するとセツナに無理矢理Vサインを決めてはしゃがせるような茶目っ気も見せる。その正体は幽祢が以前に殺したリアの欠片であり、ある種イハドゥルカの分身ともいえる存在である。華麟という名前はセツナが昔飼っていた犬の名前から付けられた。
姫野 翠（ひめの　みどり）
声：日髙のり子
不韻流（ふいんりゅう）古式格闘術宗家の後継者としてひたすらに強い者を追い求める、さっぱりした気性の熱血格闘女子高生。18歳。イハドゥルカを追うのも強い者を求めるためである。邪霊を相手に闘ったとき慧矢に命を助けられるが、良い印象は持たず、以降ライバル心を燃やしている。セツナとは幼馴染であり「翠姉さん」と呼ばれている。かつては彼女がいじめられているところを助けたりもしていたが、力を得たセツナと戦える事を歓ぶ一面も見せる。腕に巻いたバンダナの下には古い傷跡がある。それは昔翠を困らせようとしたセツナが裏山に隠れて迷子になってしまった際に彼女を探しに行った、その時に負ったものである。
次回予告はスポ根アニメのような快活なナレーションが多い。
エリル・プローズ
声：桑島法子
「神戮のエリル」の二つ名を持つ傭兵。17歳。彼女もアルと同じくイ・プラセェル人であり、自分を召喚したアルに好意を抱いて、イハドゥルカ打倒に向かう。陽気な性格をしており、戦闘BGMとして自身のテーマソングが流れるなど、この作品屈指のギャグキャラとして描かれている。一方、姉貴分のファイリィを失った過去があり、そのためアルとファイリィ、そしてネフィルム関係では決してふざけた態度は取らず、幽祢が言う本来の名称である虚魂裳と呼ぶことを嫌いネフィルムで通させる。HPが少なくなると髪が解ける。
次回予告は次に戦う相手とコメディ調の会話をするものであり、幽祢やイハドゥルカですらギャグに引き摺り込んでしまっている。決め台詞は「エリルは爆発5秒前！」。
北米版ではコスチュームに変更が加えられた。ヨーロッパ版は日本版と同じコスチュームである。また、戦闘BGMは日本版とは別物になっている。
ファイリィ
かつてエリルと共に旅をしていた女性で、エリルが身に付けている寄生装甲「ネフィルム」の以前の持ち主。エリルが瀕死の状態に陥った時にネフィルムをエリルに装備させ、自らの生命をネフィリムに捧げる事によってエリルの命を救った。
ガリィ・‘バニッシュ’グレッグマン
声：玄田哲章
星間を股にかけて活躍するバウンティハンターで、「バニッシュ」（消滅）の通り名を持つ36歳の男性。あくまで仕事としてイハドゥルカ討伐を請け負うが、情に厚い性格で余計な苦労を背負い込みやすいナイスガイ。以前にダンザイバーと同じ「汎銀河辺境文明保護機構」に所属していた経歴を持ち、彼の先輩にあたるが互いに面識は無い。大柄のゴツイ外見とは裏腹にピアノの演奏を得意とし、自分の所有する「不鳴のピアノ」の音色を導けるだけの波動の持ち主を探している。敗北すると、起き上がって雄叫びを上げるという独自のモーションを取る。
次回予告は最初にタイトルを読み上げてから次の内容を紹介するが、硬派な雰囲気に反して大半はサヤカと夫婦漫才のような会話を繰り広げるもので、セツナの服装に触発されたサヤカの為にブレザー制服を手に入れて来ていちゃつかれる等、バカップルっぷりを披露する。
サヤカ・グレッグマン
声：氷上恭子
ガリィの妻である19歳の女性。ガリィをサポートし、なおかつ尻に敷いているしっかりとした女性。次回予告でも惚気ながらも尻に敷いた発言を繰り返している。本人はガリィ編のエンディングに登場。
天法院 慧矢（てんぽういん けいや）
声：緑川光
天法院家の跡取りであり、能役者と陰陽師の二つの顔を持つ。24歳。周囲の期待を快く思っていないと同時に、低く見られることを嫌うプライドを持っており、また己のためだけに力を使うという考えだったが、唯一、緋水佳にだけは心を開いていた。HPが少なくなるとエリル同様、髪が解ける。
ストーリーモードの内容は対戦相手を容赦なく殺害するシビアなものだが、次回予告は次に戦う相手からの葉書を読み上げて悩みに答えるというギャグ調の内容になっている。
嬬石 緋水佳（つまいし ひみか）
慧矢と同じく天法院家の血筋に生まれ、慧矢の心の支えとなっていた女性。魔刃シャハルを封印するためにライと戦うが、シャハルに魂を奪われ、昏睡状態に陥る。
ラインドウェル・レインリクス
声：二又一成
魔刃シャハルに選ばれた人間。20歳。通称「ライ」。元々はミュージシャン志望のオカルトマニアだったが、ドラッグに溺れて精神に破綻をきたし、両親を殺害した後に各地で犯罪に手を染める。ある時、骨董屋で見つけた魔刃シャハルを強奪（店主も殺害）。イ・プラセェルに召喚された際も、その場に居合わせた召喚師たちを殺害して逃亡した。見つめるだけで相手に状態異常を引き起こす「邪眼」の使い手でもある。しかし所詮はシャハルに利用されているに過ぎず、セツナ編でも華麟から「彼は何者でもない。剣に操られていただけ」と言われている。当のライ編でも対戦相手の関心はシャハルにばかり向けられて憤慨する展開が多く、最終的にシャハルに身体を乗っ取られて自我が消失し、エンディングに至っては用済みとして消滅させられてしまう。ストーリーモード以外でパーフェクト勝利した場合もシャハルに乗っ取られる。
ストーリーモードの次回予告は余計なトークは挟まず、ただタイトルだけを読み上げる。
魔刃シャハル
声：南央美
ライが持つ真紅の刃の魔剣で、魔王シャハル（シャヘル）の分身。現世に現れるために、持ち主の魂を喰らう。所有者の選定は身体能力や精神力ではなく、素質で行なわれる。ライの心身を徐々に蝕んでいく。また幽祢やリアについても何か知っていた模様。
幽祢（かくりね）
声：南央美
幼い少女の外見を持ち、普段は子供らしい様相を呈しているが、その実は齢一万歳を超える人間を超越した生命体。かつては、同一の存在であるリアと共にお互いを補助しあうことでその存在を確かなものとしていたが、やがてリアは幽祢の元を離れ、独自の存在として活動するようになり、その後、幽祢自身も自らを唯一無二と称するようになった。リアに対しては愛憎入り混じった複雑な感情を抱いており、イハドゥルカを始めとするリアの仮身を、（全滅ではなく）最後の一人になるまで消滅させることを目的としている。そのため、リアの仮身を倒し得る人間をわざと生かしておいたり（幽祢編では倒した相手は容赦なくとどめを刺していたが、ギラクルヴァを倒し得るダンザイバーだけは見逃していた）、対抗する手段として虚魂裳（ネフィルムは元々虚魂裳の変異体）を作り出したりしていた。イハドゥルカや華麟と言ったリアの仮身の前では普段の子供らしさが消えたシビアな口調になるが、イハドゥルカ曰くそれが本来の喋り方との事。
ストーリーモードは謎掛けのような次回予告が特徴。
イハドゥルカ編ではラスボスとして登場する。
イハドゥルカ
声：井上喜久子
破壊衝動に従って人類の滅亡を目論む魔人で、その正体は多元宇宙に存在するリアの写し身。イハドゥルカ・イル・イメラの体を乗っ取ることによって、イ・プラセェルに姿を現した。自分を狙う幽祢の動きを察知し、セツナと華麟を召喚してその力を吸収しようとする。普段は厳かな口調だが幽祢に対してはリアの面が前に出るのか、かなり砕けた喋り方になる。
本作のラスボスであり、真の主人公。彼女以外のシナリオでは必ず最後に戦う。また、他のキャラクターのうち三人以上をクリアしなければ使用することが出来ない。イハドゥルカ編では2Pカラーのイハドゥルカは最初に戦うため、ラスボスは幽祢になる。
次回予告は詩のような語りで、決め台詞は「I wanna kiss in the dark」。
イハドゥルカ・イル・イメラ
イ・プラセェルの「エヴナ・アブラク聖神国」に仕えていた宮廷魔導師。23歳。数年前に失踪し、再び姿を表した時にはリアに体を乗っ取られていた。イハドゥルカ本来の意識はリアと共存する形で未だ留まっているが、リアに支配される形になっている為、殆ど表層に出ることはない。しかしストーリーモード外でイハドゥルカが超必殺技で勝利すると苦しみながら「あの女…まだ消滅しきっておらんのか」と呟き、イハドゥルカの意識がリアへの制約を与えている事が描写される。
リア
あらゆる次元に同時存在する多次元生命体。かつては幽祢とその存在を共にしていたが、異なる次元に自分の分身である仮身を存在させることで自立し、幽祢の元から離れる。イハドゥルカはイ・プラセェルでのリアの仮身であり、地球に対しても「惑星狩猟旅団クライオス」の首領「ギラクルヴァ」の名を語って侵略を目論んでいる。

## テーマソング
オープニングテーマ「kiss in the dark」
歌・作詞・作曲：奥井雅美 / 編曲：大平勉
挿入歌「BE FIGHT! 〜だってヒロインだもん〜」
歌：桑島法子 / 作詞・作曲：濱田智之 / 編曲：幡手康隆